# Maos Zur
Maos Zur (hebräisch מעוז צור Maos Zur, deutsch ‚Festung, Fels [meiner Rettung]‘) sind die Anfangsworte eines Liedes, das während des Chanukkafestes von aschkenasischen Juden hauptsächlich bei der häuslichen Feier, jedoch auch in der Synagoge gesungen wird. Das Lied stammt aus Deutschland und geht wahrscheinlich auf das 13. Jahrhundert zurück. 

## Text
Die Anfangsworte sind eine Paraphrase von Jes 17,10 . Ursprünglich bestand Maos Zur aus sechs Strophen, heute werden jedoch meistens nur die ersten fünf gesungen. Aus dem Akrostichon der ersten fünf Strophen lässt sich auf einen Dichter namens Mordechai schließen, der jedoch im Übrigen unbekannt ist. Im Laufe der Zeit wurden dem Lied noch weitere Strophen hinzugefügt, darunter auch von Moses Isserles.
| Hebräisch | Transliteration | Metrische Übersetzungen | Metrische Übersetzungen |
| Hebräisch | Transliteration | Israel Goldschmidt | A. Horwitz |
| --- | --- | --- | --- |
| מָעוֹז צוּר יְשׁוּעָתִי לְךָ נָאֶה לְשַׁבֵּחַ תִּכּוֹן בֵּית תְּפִלָּתִי וְשָׁם תּוֹדָה נְזַבֵּחַ לְעֵת תָּכִין מַטְבֵּחַ מִצָּר הַמְנַבֵּחַ אָז אֶגְמוֹר בְּשִׁיר מִזְמוֹר חֲנֻכַּת הַמִּזְבֵּחַ:                    | māʿôz ṣûr yəšûʿāṯî ləḵā nāʾeh ləšabbēaḥ tikkôn bêṯ təp̄illāṯî wəšām tôḏāh nəzabbēaḥ ləʿēṯ tāḵîn maṭbēaḥ miṣṣār hammənabbēaḥ ʾāz ʾeḡmôr bəšîr mizmôr ḥănukkaṯ hammizbēaḥ:             | Gott, mein Heil und meine Kraft: Dir will ich lobsingen! Löse gnädig meine Haft: Dank will ich Dir bringen! Lösche Hasses Gluten! Dämme Zwietracht-Fluten! Lieder-Klang, Fest-Gesang Soll dir dann erklingen!             | Schirm und Schutz in Sturm und Graus, dir erschall’ ein Jubellied; schütz’, o Herr, Dein heilig Haus, drin Dir Lob und Preis erblüht. Doch wenn einst verstummt der Feind, dem dein Volk ein Spott erscheint, dann erschall’ allüberall Liebessang, der uns vereint. |
| רָעוֹת שָׂבְעָה נַפְשִׁי בְּיָגוֹן כֹּחִי כָּלָה חַיַּי מֵרְרוּ בְקֹשִׁי בְּשִׁעְבּוּד מַלְכוּת עֶגְלָה וּבְיָדוֹ הַגְּדוֹלָה הוֹצִיא אֶת הַסְּגֻלָּה חֵיל פַּרְעֹה וְכָל זַרְעוֹ יָרְדוּ כְּאֶבֶן בִּמְצוּלָה:        | rāʿôṯ śāḇəʿāh nap̄šî bəyāḡôn kōḥî kālāh ḥayyai mērərû ḇəqōšî bəšiʿbûḏ malḵûṯ ʿeḡlāh ûḇəyāḏô haggəḏôlāh hôṣîʾ ʾeṯ hassəḡullāh ḥêl parʿōh wəḵol zarʿô yārəḏû kəʾeḇen bimṣûlāh:         | Früh trug ich ein Knechts-Gewand, Schmerz hab’ ich empfunden; In Ägyptens Sklaven-Land Brannten meine Wunden. Doch Du lösest Ketten, Kamst, Dein Volk zu retten – Phar’os Heer Sank ins Meer – – Freiheit war gefunden. – | Drangsal beugte mir das Haupt, und die Fron brach meine Kraft; Mut und Freiheit hat geraubt mir dereinst Ägyptens Haft. Doch der Herr mit starker Macht hat des heil’gen Schwurs gedacht; der Tyrann mit Roß und Mann sank hinab in Graus und Nacht.                 |
| דְּבִיר קָדְשׁוֹ הֱבִיאַנִי וְגַם שָׁם לֹא שָׁקַטְתִּי וּבָא נוֹגֵשׂ וְהִגְלַנִי כִּי זָרִים עָבַדְתִּי וְיֵין רַעַל מָסַכְתִּי כִּמְעַט שֶׁעָבַרְתִּי קֵץ בָּבֶל זְרֻבָּבֶל לְקֵץ שִׁבְעִים נוֹשַׁעְתִּי:            | dəḇîr qoḏšô hĕḇîʾanî wəḡam šām lōʾ šāqaṭtî ûḇāʾ nôḡēś wəhiḡlanî kî zārîm ʿāḇaḏtî wəyên raʿal māsaḵtî kimʿaṭ šeʿāḇartî qēṣ bāḇel zərubbāḇel ləqēṣ šiḇʿîm nôšaʿtî:                    | In das Vaterland ich kam – Nicht wußt’ ich’s zu schätzen; Babel mich gefangen nahm, Denn ich diente Götzen – Doch nach siebzig Jahren Durften meine Scharen Frei und kühn Heimwärts ziehn Nach den heil’gen Plätzen. –    | Heilig Land du nahmst uns auf, doch nur kurz war unsre Rast; Dränger scharten sich zuhauf, strafend unsres Abfalls Hast. Doch wie groß der Sünden Zahl, nicht erlosch Dein Gnadenstrahl; siebzig Jahr, und Dein Altar stand, o Herr, ein zweites Mal.                |
| כְּרוֹת קוֹמַת בְּרוֹשׁ בִּקֵּשׁ אֲגָגִי בֶּן הַמְּדָתָא וְנִהְיָתָה לוֹ לְפַח וּלְמוֹקֵשׁ וְגַאֲוָתוֹ נִשְׁבָּתָה רֹאשׁ יְמִינִי נִשֵּׂאתָ וְאוֹיֵב שְׁמוֹ מָחִיתָ רֹב בָּנָיו וְקִנְיָנָיו עַל הָעֵץ תָּלִיתָ:       | kərôṯ qômaṯ bərôš biqqēš ʾăḡāḡî ben hamməḏāṯāʾ wənihyāṯāh lô ləp̄aḥ ûləmôqēš wəḡaʾăwāṯô nišbāṯāh rōʾš yəmînî niśśēʾṯā wəʾôyēḇ šəmô māḥîṯā rōḇ bānāyw wəqinyānāyw ʿal hāʿēṣ tālîṯā:   | Haman hätte gern in Wut Israel vernichtet; Doch es hat sein Durst nach Blut Ihn zugrund’ gerichtet. Ihn selbst traf das Wehe, Mord’chai stieg zur Höhe! Gott hielt Wacht, Und die Nacht Hat sich uns gelichtet. –         | Fällen wollt’ den Gottesschaft Haman einst der Tücke voll, doch zum Fallstrick ward die Kraft und zur Schande ward sein Groll. Ewig lebt der Frommen Hort, doch der Bösen Ruf verdorrt; Hab und Gut und Lebensglut, ein jäher Tod rafft Alles fort.                  |
| יְוָנִים נִקְבְּצוּ עָלַי אֲזַי בִּימֵי חַשְׁמַנִּים וּפָרְצוּ חוֹמוֹת מִגְדָּלַי וְטִמְּאוּ כָּל הַשְּׁמָנִים וּמִנּוֹתַר קַנְקַנִּים נַעֲשָׂה נֵס לַשּׁוֹשַׁנִּים בְּנֵי בִינָה יְמֵי שְׁמוֹנָה קָבְעוּ שִׁיר וּרְנָנִים: | yəwānîm niqbəṣû ʿālai ʾăzai bîmê ḥašmannîm ûp̄ārəṣû ḥômôṯ miḡdālai wəṭimməʾû kol haššəmānîm ûminnôṯar qanqannîm naʿăśāh nēs laššôšannîm bənê ḇînāh yəmê šəmônāh qāḇəʿû šîr ûrənānîm: | In der Makkabäer-Zeit Wollte dann des strengen Syrer-Königs Grausamkeit Mich zum Abfall drängen. Doch der Frommen Heere, Kämpfend Gott zu Ehre Wie die Leu’n, Setzten ein Dies Fest mit Gesängen.                         | Jawan drängte an im Sturm, einst zur Hasmonäerzeit; und es stürzten Mau’r und Turm, und Dein Tempel ward entweiht. Aber aus des Öles Rest Du Dein Haus erhellen läßt; und zum Ruhm dem Heiligtum, ewig währt das Weihefest.                                          |
| חֲשׂוֹף זְרוֹעַ קָדְשֶׁךָ וְקָרֵב קֵץ הַיְשׁוּעָה נְקֹם נִקְמַת עֲבָדֶיךָ מֵאֻמָּה הָרְשָׁעָה כִּי אָרְכָה הַשָּׁעָה וְאֵין קֵץ לִימֵי הָרָעָה דְּחֵה אַדְמוֹן בְּצֵל צַלְמוֹן הָקֵם לָנוּ רוֹעִים שִׁבְעָה:      | ḥăśôp̄ zərôaʿ qoḏšeḵā wəqārēḇ qēṣ hayyəšûʿāh nəqōm niqmaṯ ʿăḇāḏêḵā mēʾummāh hārəšāʿāh kî ʾārəḵāh haššāʿāh wəʾên qēṣ lîmê hārāʿāh dəḥēh ʾaḏmôn bəṣēl ṣalmôn hāqēm lānû rôʿîm šiḇʿāh:  | Zeige Deinen heil’gen Arm! Freiheit laß verkünden! Deines Volkes Dich erbarm’, Laß sein Recht es finden! Ach, der Menschheit Trauer Ist von langen Dauer – Schwinde, Haß! Liebe, laß Deine Kränze winden!                 | |

## Melodien
Die Melodie erscheint bereits 1557 als dreistimmige Motette des flämischen Komponisten Jacobus Clemens non Papa unter dem Titel Souterliedekens. Diese Motette geht wohl auf eine noch ältere Melodie zurück, die u. a. im Antwerpener Liederbuch von 1544 enthalten ist. Später war die Melodie als die Ballade Frau von Weißenburg bekannt. Im 19. Jahrhundert erschien die Melodie in etlichen weltlichen und geistlichen jüdischen Liedern. Sie ist ebenso in Salomon Sulzers Sammlung Schir Zion von 1840 wie in Abraham Baers Baal tefilah von 1877 zu finden. In den aschkenasischen Gemeinden Europas ist diese Melodie zum Gebet Maos dann sehr verbreitet.
Die bekannteste Melodie zu Maos Zur ist westeuropäischen Ursprungs. Eduard Birnbaum und Abraham Zvi Idelsohn stellten eine Verbindung zu frühen protestantischen Kirchenliedern (Nun freut euch, lieben Christen g’mein) fest, es sind aber auch Ähnlichkeiten mit einem Patrem omnipotentem aus dem 15. Jahrhundert festgestellt worden, das in verschiedenen böhmisch-schlesischen Handschriften erhalten ist. Eine Melodie von Tedesco-Juden (deutschsprachige Juden in Italien) wurde von Benedetto Marcello in seinem Estro poetico-armonico (Venedig 1724) notiert. Sie wird in Italien immer noch gesungen; an den meisten anderen Orten hat sich jedoch die westeuropäische, aschkenasische Standardversion durchgesetzt.